# Kak Vitka Tjesnok vjoz Ljokhu Sjtyrja v dom invalidov
Kak Vitka Tjesnok vjoz Ljokhu Sjtyrja v dom invalidov (russisk: Как Витька Чеснок вёз Лёху Штыря в дом инвалидов) er en russisk spillefilm fra 2017 af Aleksandr Khant.

## Medvirkende
- Aleksej Serebrjakov som Ljokha Sjtyr
- Jevgenij Tkatjuk som Vitka Tjesnok
- Dmitrij Arkhangelskij som Tjebur
- Sergej Bukrejev som Sorokin
- Georgij Kudrenko som Kum